# Super700
Super700 war eine im Jahr 2003 von Ibadet Ramadani und Michael Haves gegründete Indierock- und Indiepop-Band aus Berlin. Sie löste sich 2013 auf.

## Geschichte
Super700 wurde 2003 von Ibadet Ramadani und Michael Haves in Berlin gegründet. Die beiden bildeten den kreativen Kern und waren hauptverantwortlich für den Text und die Komposition. Die ersten Konzerte spielte die Band in Berliner Clubs. Es folgte eine erste  Tournee durch Deutschland und die Schweiz. Ihre ersten sechs Songs veröffentlichte Super700 auf dem Minialbum When Hare And Fox Had Fun, das im Mai 2005 auf Lasso Music erschien. 2004 schrieben Super700 Stücke für den Film Dancing with myself, der auf der Berlinale 2005 seine Premiere feierte. Die Band lernte den amerikanischen Produzenten Gordon Raphael (der frühere Produzent der Strokes) kennen, der sich in Berlin niederließ und anfing, mit Super700 zu arbeiten. Im Herbst 2005 und Frühjahr 2006 entstand das Debüt-Album Super700, das Ende Mai 2006 bei Motor Music erschienen ist.
Danach tourte die Band mehrere Jahre durch Europa und spielte auf Einladung Shows auf Festivals in Vancouver und Los Angeles. 2008 war die Band erneut im Studio, um ihr Zweitwerk Lovebites mit dem irischen Produzenten Rob Kirwan (der frühere Produzent von U2 und PJ Harvey) aufzunehmen, welches am 27. Februar 2009 bei Motor Music veröffentlicht wurde. Diese Platte wurde auch im Ausland veröffentlicht und von zwei Konzerttourneen nach China begleitet. Die beiden Backgroundsängerinnen und Schwestern der Frontsängerin Ibadet Ramadani, Ilirjana und Albana Ramadani und Gitarrist Johannes Saal haben kurz danach die Band auf Grund interner Probleme verlassen. Als neues festes Bandmitglied kam stattdessen mit Jan Terstegen der Tourgitarrist von Ich + Ich dazu. Bald darauf verließ auch der Keyboarder Simon Rauterberg die Gruppe.
Im April 2012 erschien das dritte Super700-Album Under the No Sky, das komplett selbst produziert wurde. Im darauffolgenden Jahr löste sich die Band auf. Band-Mitbegründerin Ibadet Ramadani war in den Folgejahren an der Musik für diverse TV- und Spielfilme beteiligt, absolvierte Auftritte mit ihrer Jazzband Ibadet Ramadani & Band und spielte am Berliner Gorki-Theater in dem Stück Maria von Simon Stephens mit. Im November 2023 erschien ihr erstes Solo-Album mit dem Titel Ibadet Ramadani.

## Diskografie

### Alben
- Super700 (Motor Music) (26. Mai 2006)
- Lovebites (Motor Music) (27. Februar 2009)
- Under the No Sky (Motor Music) (6. April 2012)

### EPs
- When Hare and Fox Had Fun (Lasso Music) (Mai 2005)

### Kompilations-Beiträge
- Soundtrack Französisch für Anfänger (Königskinder/SPV) (9. Juni 2006)
- S.T.T.S.M.C. (Somebody Tried To Steal My Car) auf der CD listen to berlin (2009)

### Solo-Alben
- Ibadet Ramadani: Ibanet Ramadani (November 2023)